# Coptobasoides
Coptobasoides is een geslacht van vlinders van de familie van de grasmotten (Crambidae). De wetenschappelijke naam van dit geslacht is voor het eerst voorgesteld door Antonie Johannes Theodorus Janse in een publicatie uit 1935

## Soorten
- C. comoralis Viette, 1960
- C. djadjoualis Viette, 1981
- C. latericalis Marion, 1955
- C. leopoldi Janse, 1935
- C. marionalis Viette, 1960
- C. ochristalis Marion, 1956
- C. pauliani Marion, 1955